# Яр Терноватий
Яр Терноватий — балка (річка) в Україні у Баштанському районі Миколаївської області. Ліва притока річки Висунь (басейн Дніпра).

## Опис
Довжина балки приблизно 12,17 км, найкоротша відстань між витоком і гирлом — 11,17  км, коефіцієнт звивистості річки — 1,09 . Формується декількома струмками та загатами.

## Розташування
Бере початок у села Миколо-Гулак. Тече переважно на південний захід через село Тернове і на північно-західній околиці селища Казанки впадає у річку Висунь, праву притоку річки Інгульця.
Населені пункти вздовж берегової смуги: Новоукраїнка.

## Цікаві факти
- У XX столітті на балці існували артезіанський колодязь, птице-тваринна ферма (ПТФ), та декілька газових свердловин[2], а у XIX столітті — декілька вітряних млинів[1].